# Mycaranthes leucotricha
Mycaranthes leucotricha là một loài thực vật có hoa trong họ Lan. Loài này được (Schltr.) Rauschert mô tả khoa học đầu tiên năm 1983.